# Valkiainen (sjö i Virdois, Birkaland)
Valkiainen är en sjö i kommunen Virdois i landskapet Birkaland i Finland. Arean är 38 hektar och strandlinjen är 3,94 kilometer lång. Sjön  ingår i Kumo älvs huvudavrinningsområde.   Den ligger omkring 82 kilometer norr om Tammerfors och omkring 240 kilometer norr om Helsingfors. 
I sjön finns ön Valkiaissaari. 